# Ryes War Cemetery
Ryes War Cemetery is een Britse militaire begraafplaats met gesneuvelden uit de Tweede Wereldoorlog, gelegen in het Franse dorp Bazenville, departement Calvados. De begraafplaats ligt 1 km ten westen van de dorpskerk (Église Saint-Martin) en 2,75 km ten zuidoosten van Ryes. De begraafplaats heeft een T-vormig grondplan. Aan de straatzijde wordt de toegang gevormd door een witte natuurstenen muur met de naamsteen en twee open doorgangen met zuiltjes. Het Cross of Sacrifice staat in het midden met aan beide zijden een schuilhuisje. Daartussen verbinden twee met planten begroeide galerijen deze gebouwtjes. Achteraan staat nog een schuilhuisje met een zitbank. 
Er worden 988 doden herdacht. De graven worden onderhouden door de Commonwealth War Graves Commission.

## Geschiedenis
De "Operatie Overlord" op 6 juni 1944 was de start van de landing van de geallieerden op de Normandische stranden. Ryes ligt niet ver van de landingsstranden waar op D-Day de 50th Division aan land ging. De begraafplaats werd gestart op 8 juni 1944 om de slachtoffers te begraven die na de landing op het nabijgelegen Gold Beach gevallen waren tijdens de gevechten die plaatsvonden in dit gebied op 6 juni 1944 en de daaropvolgende dagen in de omgeving van Bayeux.
Er liggen 630 Britten, 21 Canadezen, 1 Australiër, 1 Pool en 335 Duitsers begraven. Onder hen zijn 67 slachtoffers die niet meer geïdentificeerd konden worden.

## Graven
- Joseph en Robert Casson zijn twee broers die met een tussentijd van drie weken sneuvelden. Zij waren respectievelijk 18 en 25 jaar en werden naast elkaar begraven.

### Onderscheiden militairen
- Arthur Charles Woolcott Martin, majoor bij het Dorsetshire Regiment werd onderscheiden met de Distinguished Service Order (DSO).
- Daniel Duncan Adamson Erskine, officier bij de koopvaardijvloot en John Armstrong, soldaat bij de Green Howards (Yorkshire Regiment) werden onderscheiden met de Distinguished Conduct Medal (DCM).
- sergeant Anthony Ryott Gordon Howard (Royal Artillery) werd onderscheiden met de British Empire Medal (BEM).
- Arren Edouard Schifrin , (alias E.A. Barson), luitenant bij de Royal Horse Artillery werd onderscheiden met de Military Medal (MM) en het Croix de guerre.
- de sergeanten Tom Leonard Brown en Robert Raphael Gray Greer, de korporaals Peter James Horton en Alexander Duncan Ross en de soldaat Albert Edward Vincent Clark ontvingen de Military Medal (MM).

### Minderjarige militairen
- Reginald Dennis Fogg, kanonnier bij de Royal Artillery en de Duitse militair Emil Quast waren 17 jaar toen ze sneuvelden.